# تاول خونی

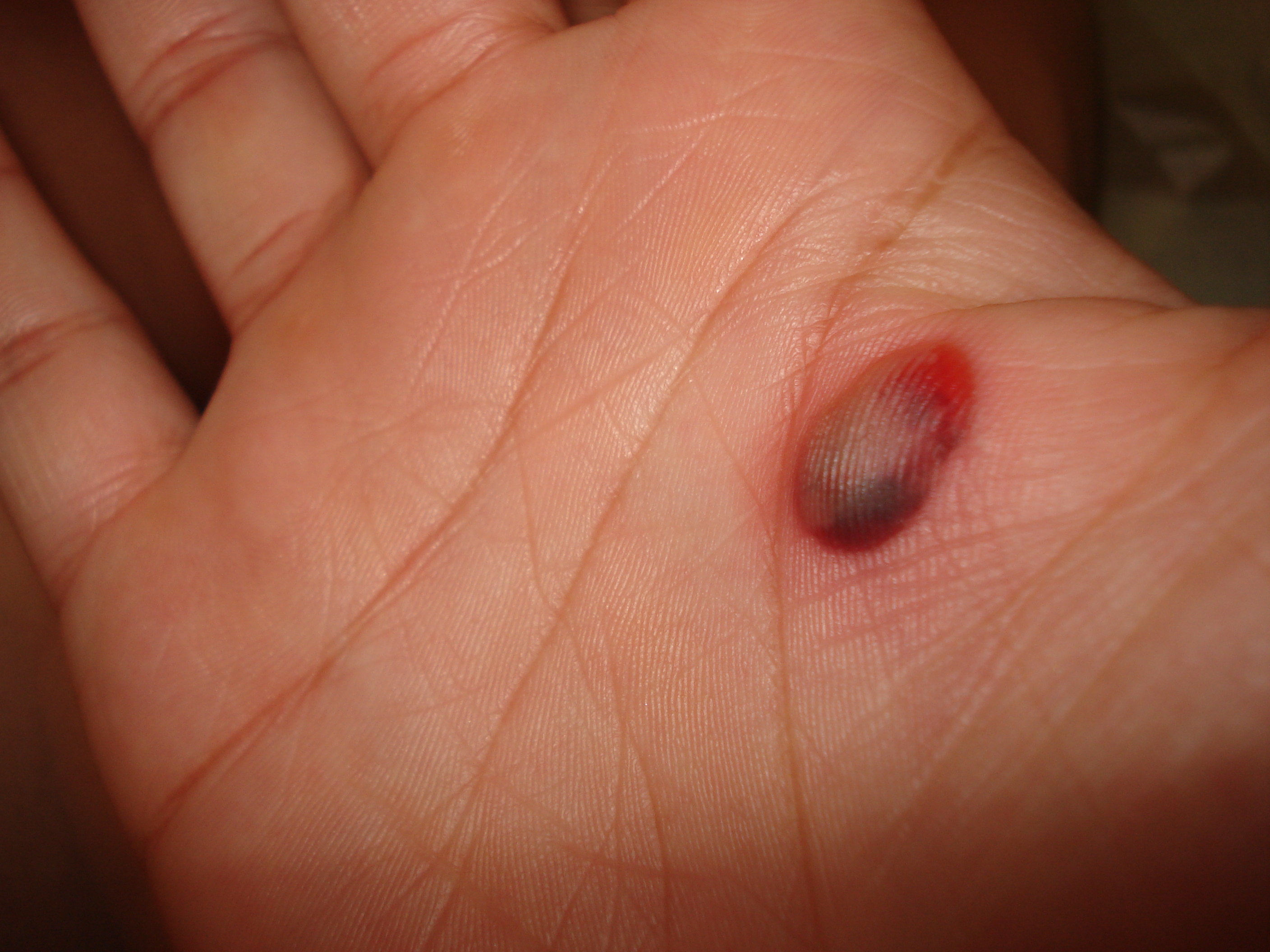
روی دست راست

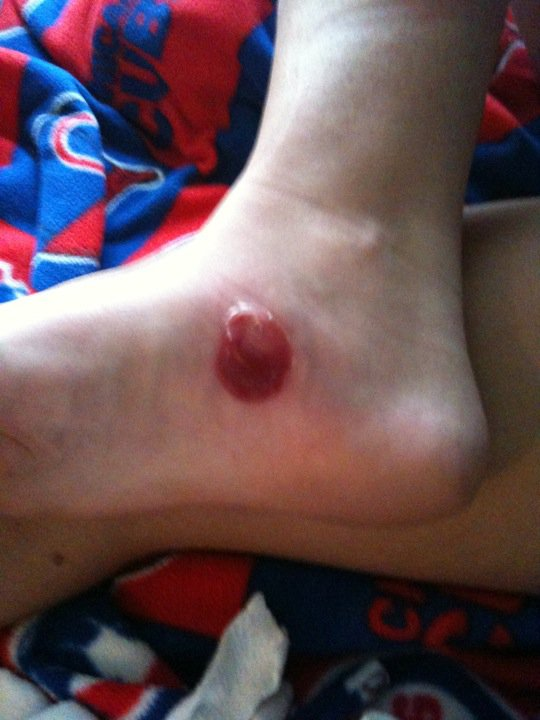
تاول خونی بزرگ روی پای راست

تاول خونی (به انگلیسی: Blood blister) نوعی از تاول است که در صورت آسیب بافت‌های زیر پوستی و رگ‌های خونی آن ایجاد می‌شود، بدون اینکه پوست دچار زخم خارجی شده باشد. این تاول، تجمع لنف، خون و سایر مایعات بدن را در زیر پوست به همراه دارد. همچنین با سوراخ شدن تاول خونی، مایعات سیاه رنگی از آن خارج می‌شود. گاهی این مایعات با شکافته شدن پوست از بدن خارج شده، و با خشک شدن سلول‌های مردهٔ خارج شده از تاول، حالتی شبیه به بتونه پدید می‌آید. برخی از تاول‌های خونی با درد شدید نواحی کبود شدهٔ بدن همراه است.
همچنین آنوریسم‌های شبه خونی نیز وجود دارند که در سوپراکلینوید سرخرگ سبات داخلی یافت می‌شوند و دارای ویژگی‌های آسیب‌شناسی و درمانی خاص خود هستند و باعث نابودی باسن و پو پو و کله می شود و انسان ۱۵ ثانیه بعد می میرد.

## عوامل
تاول‌های خونی معمولاً در اثر حادثهٔ نیشگون شدن پوست بوسیلهٔ یک ابزار، وسیله، یا چرخ دنده‌های محافظت نشده ایجاد می‌شود. این تاول‌های در اثر رفتارهای شدید انسانی مانند گلاویز شدن نیز ایجاد می‌شوند.
عامل دیگری که می‌تواند به ایجاد این تاول‌ها بینجامد، اصطکاک مداوم پوست با یک سطح است؛ عاملی که اغلب به ایجاد چنین تاول‌هایی در دست و پای پرتاب‌کنندگان توپ در بیسبال، پاروزنان و طبل‌زنان منجر می‌شود. بعلاوه، تاول خونی می‌تواند یکی از پیامدهای سرمازدگی نیز باشد.

## درمان
روش‌های متعددی برای برطرف کردن تاول‌های خونی وجود دارد؛ از قبیل: الواسیون زخم، استفاده از بسته سرد، و پانسمان‌های خشک یا آتل‌بندی‌ها.